# 米铂
米铂是一种铂配合物，化学式为C34H68N2O4Pt。它是一种药物，可用于治疗肝細胞癌（HCC）。它具有親脂性，用于肝动脉栓塞化疗（TACE）。它在2009年由日本医药品医疗机器综合机构批准。

## 合成与性质
米铂可由二碘化(1,2-环己二胺)合铂（环铂）和硝酸银在60 °C水溶液中反应后，过滤沉淀，溶液再与十四酸钠反应制得。奥沙利铂也可用作合成原料。
它的一水合物在51.64 °C开始脱水，无水物在221.81 °C熔化并分解。